# フィリップ・ジャクソン
フィリップ・ジャクソン（Philip Jackson、1948年6月18日 - ）は、イングランドのノッティンガムシャー出身の俳優。英LWT制作のテレビドラマ『名探偵ポワロ』のジャップ警部役を演じた。

## 略歴
ブリストル大学在学中から演劇をはじめ、リヴァプールやロンドンの舞台に立つ。1970年代半ばから多くのテレビ番組に出演している。近年では『ドクター・フー』や『リトル・ブリテン』、『華麗なるペテン師たち』といった人気シリーズにもゲスト出演している。
『名探偵ポワロ』のミス・レモン役ポーリーン・モランとは、『ストーリーテラー』の第4話「幸運の持ち主」で王と妃として共演している。

## その他
- a-haの有名な「テイク・オン・ミー」のミュージック・ビデオに2人の追手のうちの1人として出演をしている。

## 出演作品
- SCUM スカム Scum (1979)
- ジム・ヘンソンのストーリーテラー「幸運の持ち主」Jim Henson's The Storyteller (1985)
- 第四の核 The Fourth Protocol (1987)
- ビバ!ロンドン! ハイ・ホープス 〜キングス・クロスの気楽な人々〜 High Hopes (1988)
- 名探偵ポワロ Poirot (1989 - 2001・2013) テレビシリーズ
- バターシー城の悪者たち Black Hearts in Battersea (1995)
- ブラス! Brassed Off (1996)
- 阿片戦争 Yapian zhanzheng (1997)
- ガールズナイト Girls' Night (1998)
- 従妹ベット Cousin Bette (1998)
- リトル・ヴォイス Little Voice (1998)
- 華麗なるペテン師たち Hustle
- 刑事フォイル「侵略」 Foyle's War (2006)
- マリリン 7日間の恋 My Week with Marilyn (2011)
- 鑑定士と顔のない依頼人 La migliore offerta (2013)
- ピータールー マンチェスターの悲劇 Peterloo (2018)